# Roßberg (Schwäbische Alb)
Der Roßberg ist ein 869,6 m ü. NHN hoher Berg am Albtrauf, dem Nordwestrand der Schwäbischen Alb, im Bereich der Mittleren Kuppenalb.

## Lage
Der Roßberg liegt auf einer halbinselartigen Hochfläche, dem so genannten Roßfeld, welches nur noch im Südosten mit der übrigen Hochfläche der Schwäbischen Alb verbunden ist und im Norden durch das Wiesaztal, im Süden durch das Tal des Öschenbachs begrenzt wird. Die aus Oberjura-Gestein gebildete Kuppe des Roßbergs erhebt sich rund 100 Meter über die Hochfläche. Etwas westlich davon schließt sich der Kleine Roßberg mit 826,5 m ü. NHN Höhe an. Dieser besteht aus Tuffgestein und ist Teil des Schwäbischen Vulkans.
Die nächstgelegenen Orte sind Öschingen (Mössingen) im Westen und Gönningen (Reutlingen), zu dessen Gemarkung der Berg gehört, im Nordosten, die beide unterhalb des Albtraufs liegen, sowie im Osten auf der Albhochfläche Genkingen. Von Genkingen aus führt eine fünf Kilometer lange Straße zum Roßberg bis hinauf zum Gipfel, wo es den Roßbergturm, einen Aussichtsturm des Schwäbischen Albvereins, sowie ein Wanderheim gibt. Aus diesem Grunde ist der Roßberg ein beliebtes Ausflugsziel, unter anderem führt der Schwäbische-Alb-Nordrand-Weg über ihn hinweg.

## Roßbergturm und Roßberghaus
Der Roßbergtum ist der 28 m hohe Aussichtsturm auf dem Roßberg. Auf seiner Spitze trägt der in Eisenbeton-Bauweise ausgeführte Turm einen Antennenmast für den BOS-Funk. In den Turm integriert ist ein Wanderheim. Auf jedem Stockwerk des Turms gibt es ein oder mehrere Zimmer mit einfachen Übernachtungsmöglichkeiten. Im unteren Teil des Turms ist eine Gastwirtschaft untergebracht.
Turm und Wanderheim wurden als Jubiläumsturm zum 25-jährigen Jubiläum des Schwäbischen Albvereins von diesem erbaut und am 28. September 1913 eingeweiht. Den Entwurf und die Bauleitung übernahm der Stuttgarter Architekt Karl Schweizer, der Eisenbetonbau wurde von dem Unternehmen Ludwig Bauer aus Stuttgart-Bad Cannstatt ausgeführt. Zu diesem Zeitpunkt war die Kuppe noch weniger stark bewaldet. Ursprünglich befand sich das gesamte Wanderheim im Turm, in den 1930er- und 1960er-Jahren wurde die Anlage durch Anbauten erweitert und 1982 nochmals saniert. Die Roßbergsteige genannte Straße hinauf zum Turm wurde 1934 angelegt.
Von der Spitze des Turms blickt man auf die Schwäbische Alb und ihr Vorland. Im Westen reicht der Blick zum Schwarzwald, im Norden zum Schönbuch und dem Stuttgarter Fernsehturm. Im Nordosten sind am Albtrauf unter anderem der Hohenstaufen und die Ruine Hohenneuffen zu erkennen. Bei guten Sichtverhältnissen sind nach Süden hin die Gipfel der nördlichen Alpen zu erkennen. Das Alpenpanorama beginnt im Südosten mit dem Wettersteingebirge mit der Zugspitze und zieht sich über Tannheimer Berge, Allgäuer Alpen, Lechquellengebirge, Rätikon, Alpstein und Glarner Alpen bis zum Tödi im Süden. Vereinzelt sind sogar Berge der Zentralalpen zu sehen, zum Beispiel der 3496 m hohe und 212 km entfernte Schrankogel in den Stubaier Alpen.

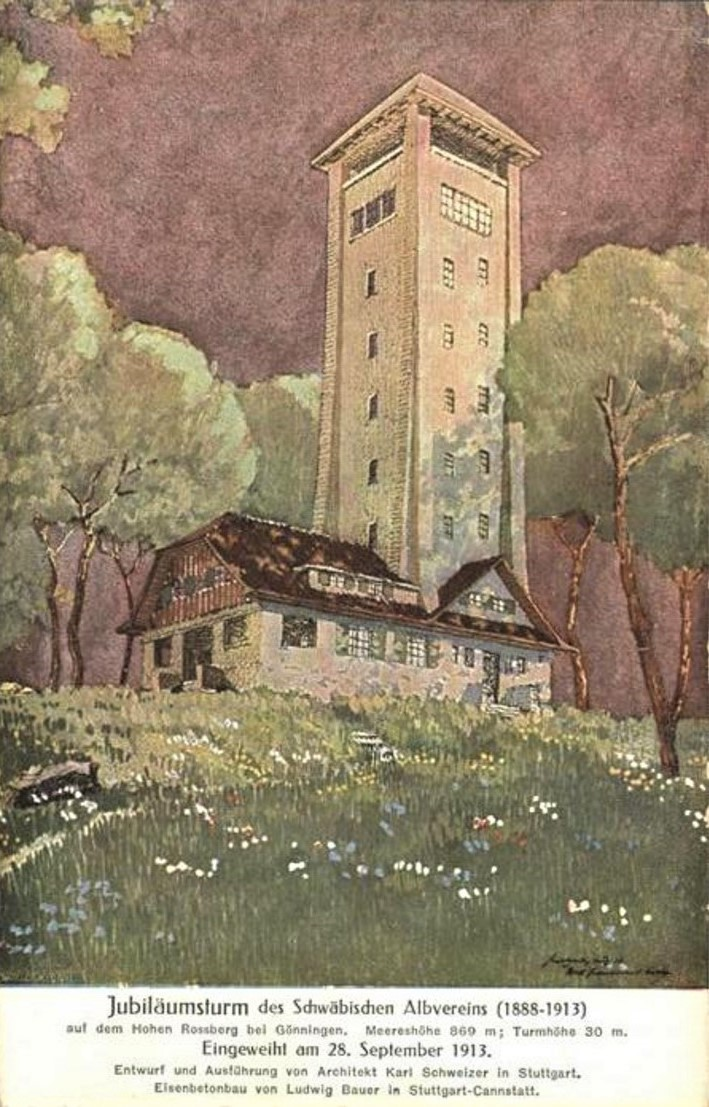
Ansichtskarte, erschienen zur Einweihung 1913
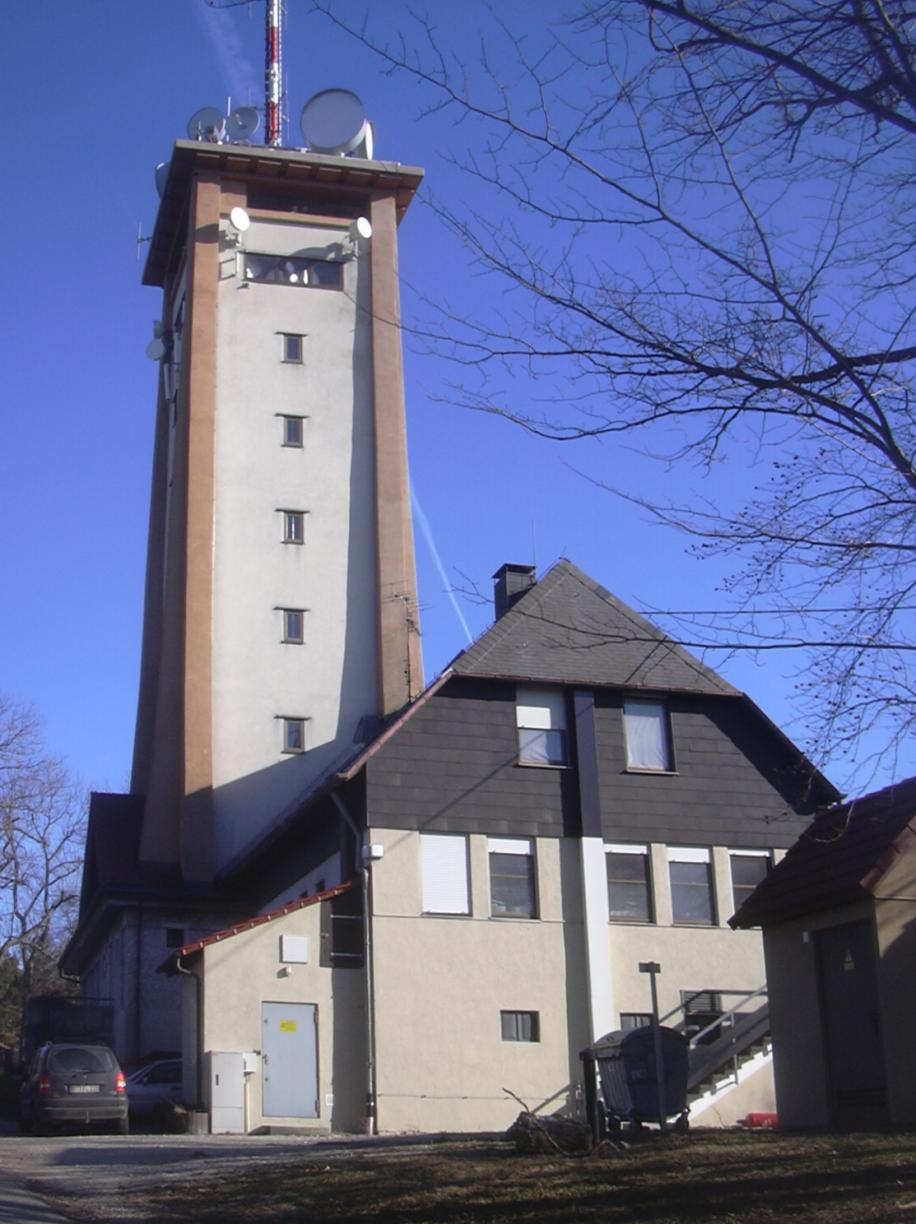
Roßbergturm und Wanderheim
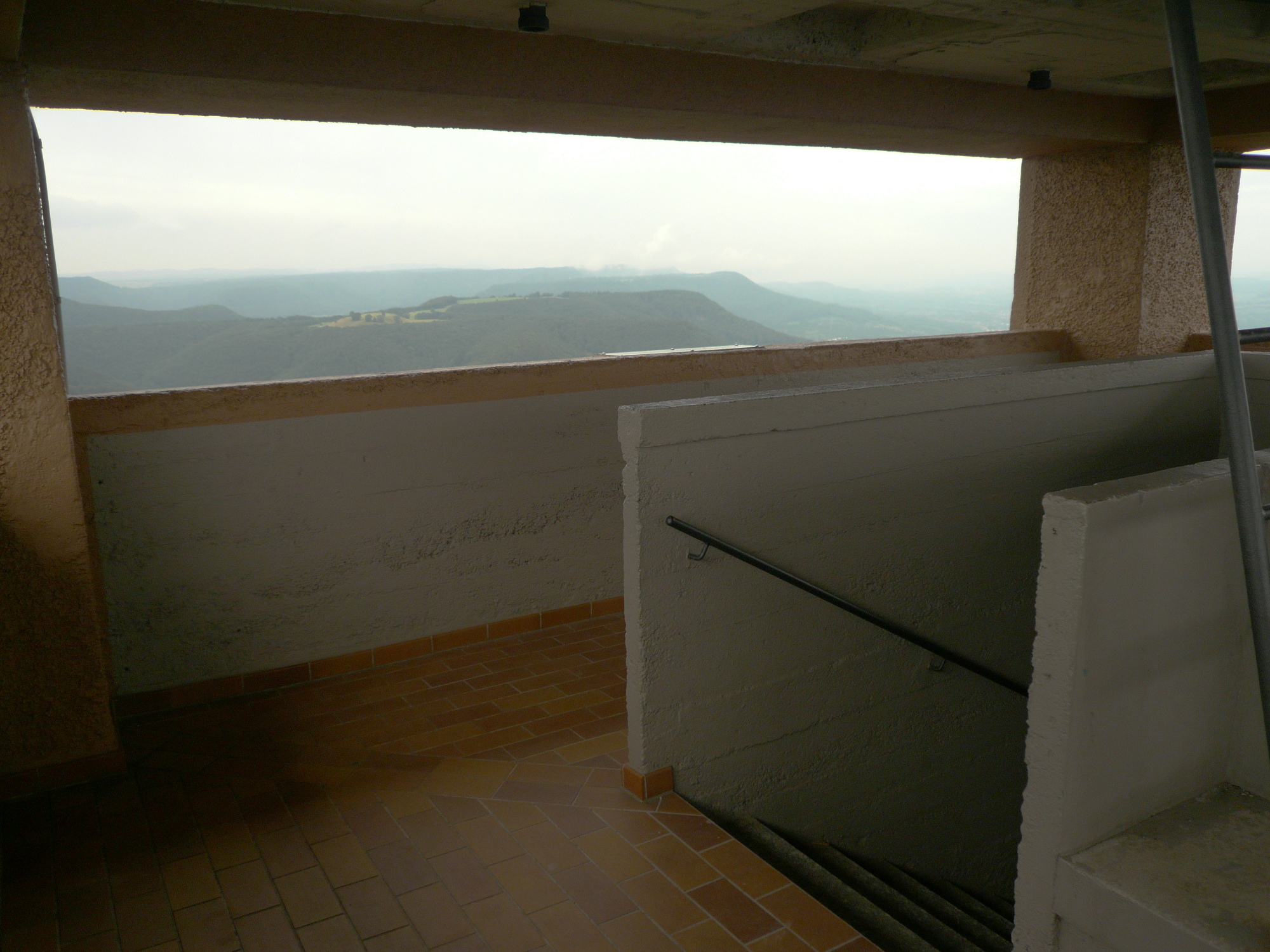
Auf dem Roßbergturm
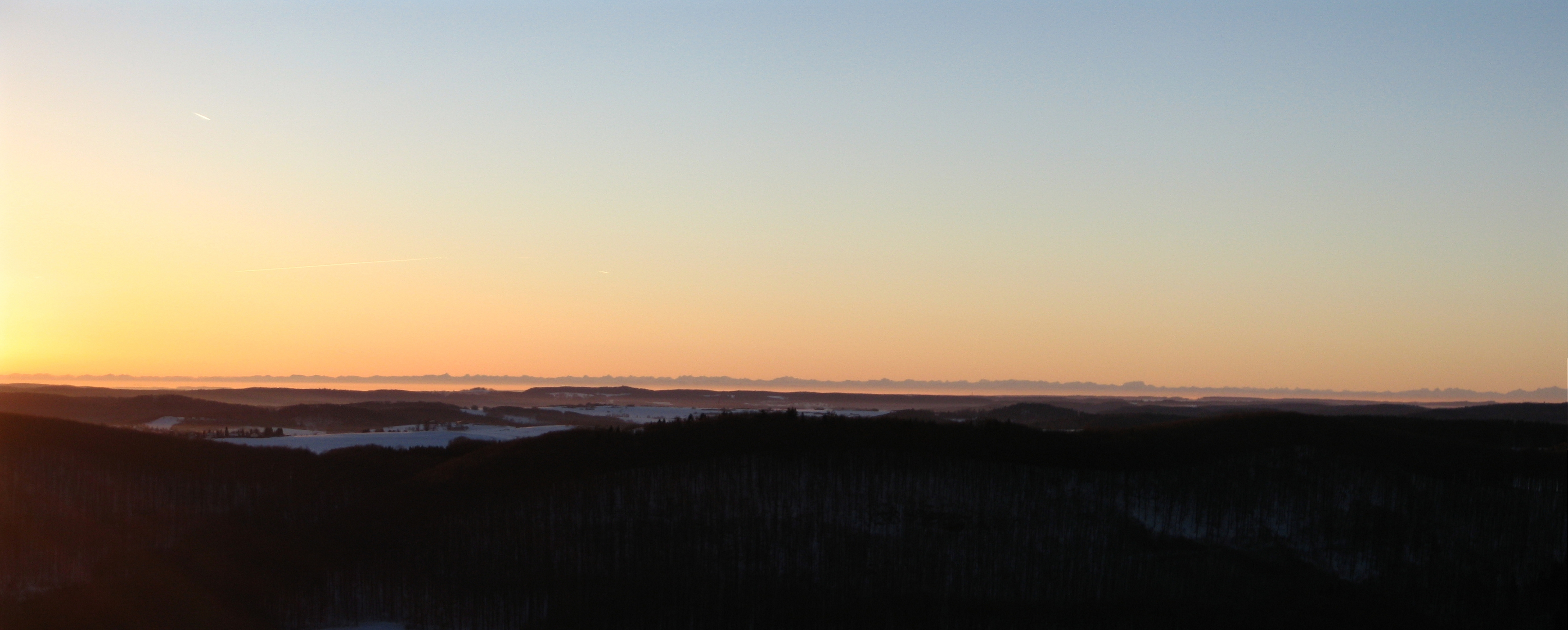
Alpenpanorama, aufgenommen vom Roßbergturm am 14. Januar 2006
Blick vom Roßbergturm nach Nordosten auf Gönningen und den Albtrauf

## Quenstedt-Denkmal
Auf der westlichen Seite des Wanderheims steht an einem Aussichtspunkt ein Obelisk, der an Friedrich August von Quenstedt erinnert. Der Geologe, Paläontologe und Heimatforscher war Professor in Tübingen und leistete Pionierarbeit bei der geologischen Erforschung der Schwäbischen Alb; das Denkmal wurde nur vier Jahre nach seinem Tod, am 9. Juli 1893 eingeweiht.

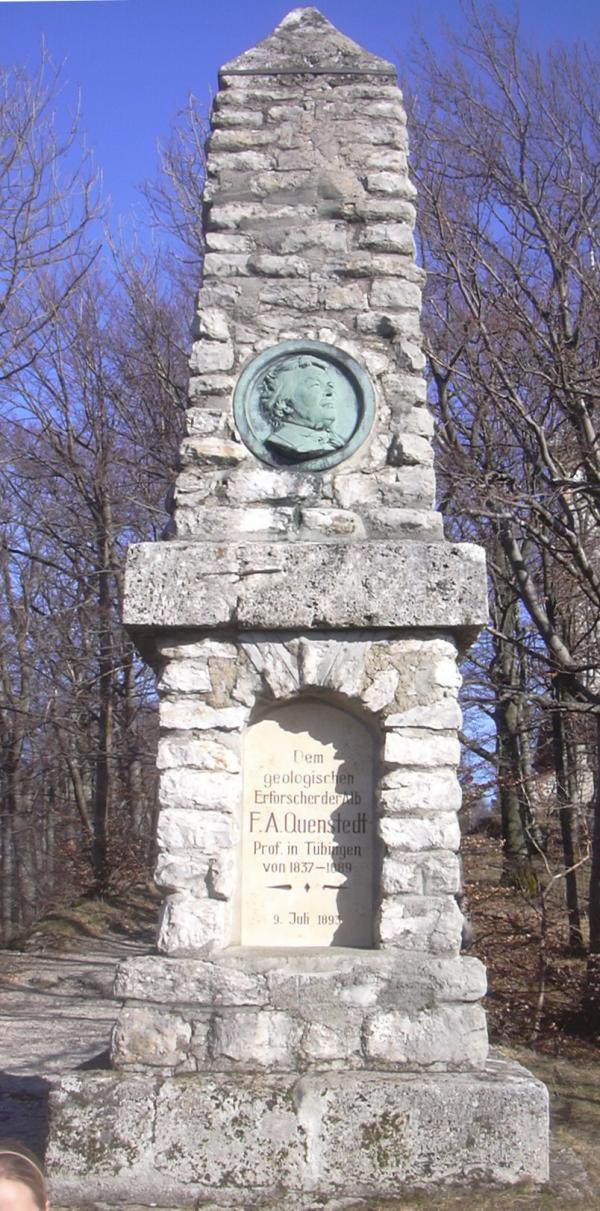
Quenstedt-Denkmal
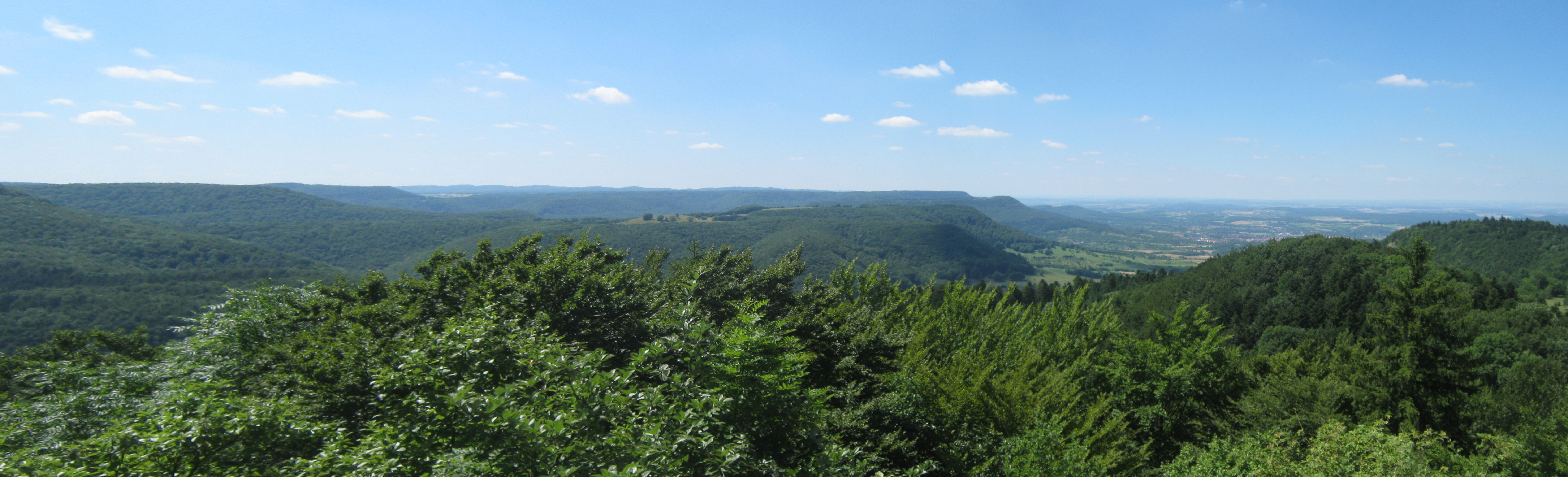
Panoramablick vom Quenstedtdenkmal